# Список призерів командних чемпіонатів світу зі спортивної ходьби (жінки)
Цей список включає призерів командних чемпіонатів (до 2016 — Кубків) світу зі спортивної ходьби в жіночих дисциплінах за всі роки їх проведення.

## Дорослі

### Особиста першість

#### Ходьба 5 км
| Рік  | Золото                       | Срібло                       | Бронза                   |
| ---- | ---------------------------- | ---------------------------- | ------------------------ |
| 1979 | Маріон Фоукс Велика Британія | Керол Тайсон Велика Британія | Торілль Гюльдер Норвегія |
| 1981 | Сів Густавссон Швеція        | Олександра Деверинська СРСР  | Людмила Хрущова СРСР     |

#### Ходьба 10 км
| Рік  | Золото               | Срібло                             | Бронза                  |
| ---- | -------------------- | ---------------------------------- | ----------------------- |
| 1983 | Сюй Юнцзю КНР        | Наталія Шарипова (Сербіненко) СРСР | Сью Кук Австралія       |
| 1985 | Янь Хун КНР          | Гуань Пін КНР                      | Ольга Криштоп СРСР      |
| 1987 | Ольга Криштоп СРСР   | Ірина Страхова СРСР                | Цзинь Бінцзе КНР        |
| 1989 | Беате Андерс НДР     | Керрі Саксбі Австралія             | Ілеана Сальвадор Італія |
| 1991 | Ірина Страхова СРСР  | Грасієла Мендоса Мексика           | Олена Сайко СРСР        |
| 1993 | Ван Янь КНР          | Сарі Ессая Фінляндія               | Олена Ніколаєва Росія   |
| 1995 | Гао Хунмяо КНР       | Олена Ніколаєва Росія              | Лю Хуньюй КНР           |
| 1997 | Ірина Станкіна Росія | Олімпіада Іванова Росія            | Гу Янь КНР              |

#### Ходьба 20 км
| Рік  | Золото                    | Срібло                   | Бронза                   |
| ---- | ------------------------- | ------------------------ | ------------------------ |
| 1999 | Лю Хуньюй КНР             | Наталія Федоськіна Росія | Норіка Кимпян Румунія    |
| 2002 | Еріка Альфріді Італія     | Олімпіада Іванова Росія  | Наталія Федоськіна Росія |
| 2004 | Олена Ніколаєва Росія     | Цзян Цзін КНР            | Марія Васко Іспанія      |
| 2006 | Маргарита Турова Білорусь | Олімпіада Іванова Росія  | Ірина Петрова Росія      |
| 2008 | Ольга Каніськіна Росія    | Тетяна Сібільова Росія   | Вера Сантуш Португалія   |
| 2010 | Марія Васко Іспанія       | Вера Сантуш Португалія   | Інеш Енрікеш Португалія  |
| 2012 | Олена Лашманова Росія     | Марія Хосе Повес Іспанія | Люй Сючжи КНР            |
| 2014 | Аніся Кирдяпкіна Росія    | Лю Хун КНР               | Ельміра Алембекова Росія |
| 2016 | Лупіта Гонсалес Мексика   | Цєян Шеньцзє КНР         | Еріка де Сена Бразилія   |
| 2018 | Лупіта Гонсалес Мексика   | Цєян Шеньцзє КНР         | Ян Цзяюй КНР             |

#### Ходьба 50 км
| Рік  | Золото      | Срібло      | Бронза                 |
| ---- | ----------- | ----------- | ---------------------- |
| 2018 | Лян Жуй КНР | Інь Хан КНР | Клер Теллент Австралія |

### Командна першість

#### Ходьба 5 км
| Рік  | Золото                                                                        | Срібло                                                                | Бронза                                                              |
| ---- | ----------------------------------------------------------------------------- | --------------------------------------------------------------------- | ------------------------------------------------------------------- |
| 1979 | Велика Британія Маріон Фоукс Керол Тайсон Ірен Бейтман Елейн Кокс             | Швеція Елізабет Ульссон Брітт-Марі Карлссон Маргарета Сіму Анн Янссон | Норвегія Торілль Гюльдер Мія Г'єльберг Фрейдіс Гільсен Герд Гюльдер |
| 1981 | СРСР Олександра Деверинська Людмила Хрущова Наталія Сербіненко Ольга Чугунова | Швеція Сів Густавссон Анн Янссон Анн-Марі Ларссон Брітт Гольмквіст    | Австралія Саллі Пірсон Сью Орр Енн Раян Лоррейн Янг                 |

#### Ходьба 10 км
| Рік  | Золото                                                                                      | Срібло                                                                                             | Бронза                                                                                         |
| ---- | ------------------------------------------------------------------------------------------- | -------------------------------------------------------------------------------------------------- | ---------------------------------------------------------------------------------------------- |
| 1983 | КНР Сюй Юнцзю Гуань Пін Юй Хепін Янь Хун                                                    | СРСР Наталія Шарипова (Сербіненко) Людмила Хрущова Віра Осипова Роза Ундерова                      | Австралія Сью Кук Саллі Пірсон Рейчел Томпсон Енн Раян                                         |
| 1985 | КНР Янь Хун Гуань Пін Сюй Юнцзю Лі Суцзе                                                    | СРСР Ольга Криштоп Олександра Деверинська Віра Осипова Наталія Сербіненко                          | Канада Дженіс Маккеффрі Енн Піл Елісон Бейкер Мішлін Дано                                      |
| 1987 | СРСР Ольга Криштоп Ірина Страхова Олена Ніколаєва Наталія Сербіненко                        | Іспанія Марія Крус Діас Тереза Паласіо Реєс Собріно Емілія Кано Роза Сьєрра                        | Австралія Керрі Саксбі Сью Кук Лоррейн Янг-Джекно                                              |
| 1989 | СРСР Наталія Сербіненко Тамара Коваленко Тамара Торшина Валентина Шмер Надія Ряшкіна        | КНР Чень Юэлін Янь Сюн Лі Чиньсінь Янь Хун Юй Хепін                                                | Італія Ілеана Сальвадор Аннаріта Сідоті Марія Грація Орсані Антонелла Марангоні Еріка Альфріді |
| 1991 | СРСР Ірина Страхова Олена Сайко Ольга Кардопольцева Надія Ряшкіна Аліна Іванова             | Італія Ілеана Сальвадор Аннаріта Сідоті П'єр Карола Паньяні Марія Грація Коголі Елізабетта Перроне | Мексика Грасієла Мендоса Марісела Чавес Марія Колін Франсіска Мартінес Єва Мачука              |
| 1993 | Італія Ілеана Сальвадор Аннаріта Сідоті Елізабетта Перроне Крістіана Пелліно Еріка Альфріді | КНР Ван Янь Лун Юйвень Лю Хуньюй Гао Хунмяо Чжан Цинхуа                                            | Росія Олена Ніколаєва Олена Грузинова Олімпіада Іванова Олена Сайко Олена Аршинцева            |
| 1995 | КНР Гао Хунмяо Лю Хуньюй Гу Янь Фань Сяолін Ван Янь                                         | Італія Елізабетта Перроне Росселла Джордано Аннаріта Сідоті Крістіана Пелліно Ілеана Сальвадор     | Росія Олена Ніколаєва Тамара Коваленко Олена Грузинова Олена Аршинцева Ірина Станкіна          |
| 1997 | Росія Ірина Станкіна Олімпіада Іванова Тамара Коваленко Ольга Панфьорова Олена Сайко        | Італія Еріка Альфріді Росселла Джордано Аннаріта Сідоті Елізабетта Перроне Крістіана Пелліно       | КНР Гу Янь Ван Ліпін Лю Хуньюй Ван Юньтао Кун Янь                                              |

#### Ходьба 20 км
| Рік  | Золото                                                                                    | Срібло                                                                                            | Бронза                                                                                                   |
| ---- | ----------------------------------------------------------------------------------------- | ------------------------------------------------------------------------------------------------- | --- |
| 1999 | КНР Лю Хуньюй Ван Янь Гао Хунмяо Лі Хун Пань Хайлянь                                      | Росія Наталія Федоськіна Олена Ніколаєва Тамара Коваленко Ольга Полякова Надія Ряшкіна            | Мексика Грасієла Мендоса Марія дель Росаріо Санчес Марія Гвадалупе Санчес Вікторія Паласіос Аура Моралес |
| 2002 | Росія Олімпіада Іванова Наталія Федоськіна Олена Ніколаєва Надія Ряшкіна Людмила Єфімкіна | Італія Еріка Альфріді Росселла Джордано Еліза Рігаудо Гізелла Орсіні Елізабетта Перроне           | Румунія Клаудія Штеф Норіка Кимпян Дінаєла Кирлан Ана Марія Гроза                                        |
| 2004 | КНР Цзян Цзін Сун Хунцзюань Ван Ліпін Сюй Айхуей Ші На                                    | Росія Олена Ніколаєва Юлія Воєводіна Тетяна Козлова Наталія Федоськіна Тетяна Гудкова             | Румунія Клаудія Штеф Норіка Кимпян Дінаєла Кирлан Вероніка Буділяну Ана Марія Гроза                      |
| 2006 | Росія Олімпіада Іванова Ірина Петрова Ольга Каніськіна Людмила Єфімкіна Тетяна Козлова    | КНР Хе Дань Лю Хун Цзян Цюянь Бай Яньмінь Ші На                                                   | Білорусь Маргарита Турова Олена Гинько Тетяна Метлевська Сніжана Юрченко                                 |
| 2008 | Росія Ольга Каніськіна Тетяна Сібільова Людмила Архипова Тетяна Шемякіна Аніся Кирдяпкіна | Португалія Вера Сантуш Сусана Фейтор Ана Кабесінья Інеш Енрікеш Марібел Гонсалвеш                 | Іспанія Марія Васко Марія Хосе Повес Беатріс Паскуаль Росіо Флорідо Майте Гаргальйо                      |
| 2010 | Португалія Вера Сантуш Інеш Енрікеш Ана Кабесінья Сусана Фейтор                           | Іспанія Марія Васко Марія Хосе Повес Беатріс Паскуаль Юлія Такач Лорена Луакес                    | КНР Лі Яньфей Лю Хун Ші Ян Ян Явей Лі Лі                                                                 |
| 2012 | Іспанія Марія Хосе Повес Беатріс Паскуаль Юлія Такач Лорена Луакес Марія Васко            | КНР Люй Сючжи Цєян Шеньцзє Гао Ні Не Цзінцзін Сунь Хуаньхуань                                     | Португалія Ана Кабесінья Інеш Енрікеш Вера Сантуш Сусана Фейтор                                          |
| 2014 | Росія Аніся Кирдяпкіна Ельміра Алембекова Віра Соколова Марина Пандакова Ліна Бікулова    | КНР Лю Хун Люй Сючжи Не Цзінцзін Дін Хуейцинь Сунь Хуаньхуань                                     | Португалія Ана Кабесінья Вера Сантуш Сусана Фейтор Інеш Енрікеш                                          |
| 2016 | КНР Цєян Шеньцзє Люй Сючжи Ян Цзяюй Не Цзінцзін                                           | Австралія Реган Лембл Бекі Сміт Таня Голлідей Рейчел Теллент Стефані Стігвуд                      | Колумбія Сандра Аренас Сандра Галвіс Єсеїда Каррільйо Арабеллі Орхуела                                   |
| 2018 | КНР Цєян Шеньцзє Ян Цзяюй Ван На Ван Інлю Ян Люцзин                                       | Італія Елеонора Джорджі Валентина Траплетті Антонелла Пальмізано Елеонора Домінічі Ніколь Коломбі | Іспанія Марія Перес Лаура Гарсія-Каро Ракель Гонсалес Лідія Санчес-Пуебла Аманда Кано                    |

#### Ходьба 50 км
| Рік  | Золото                               | Срібло                                            | Бронза                                                                              |
| ---- | ------------------------------------ | ------------------------------------------------- | ----------------------------------------------------------------------------------- |
| 2018 | КНР Лян Жуй Інь Хан Ма Фаїн Лі Маоцо | Еквадор Паола Перес Хоана Ордоньес Магалі Бонілья | Україна Христина Юдкіна Василина Вітовщик Аліна Цвілій Людмила Шелест Ксенія Радько |

## Юніори
Юніорська дистанція ходьби на 10 кілометрів представлена у програмі змагань, починаючи з першості 2004 року.

### Особиста першість
| Рік  | Золото                      | Срібло                     | Бронза                   |
| ---- | --------------------------- | -------------------------- | ------------------------ |
| 2004 | Віра Соколова Росія         | Анна Брагіна Росія         | Чжан Нань КНР            |
| 2006 | Віра Соколова Росія         | Олександра Кудряшова Росія | Чай Сюе КНР              |
| 2008 | Тетяна Калмикова Росія      | Ірина Юманова Росія        | Ельміра Алембекова Росія |
| 2010 | Антонелла Пальмізано Італія | Хе Цинь КНР                | Анна Лук'янова Росія     |
| 2012 | Сандра Аренас Колумбія      | Алехандра Ортега Мексика   | Надія Сергеєва Росія     |
| 2014 | Дуань Даньдань КНР          | Ян Цзяюй КНР               | Анежка Драготова Чехія   |
| 2016 | Ма Чженься КНР              | Ма Лі КНР                  | Валерія Ортуньйо Мексика |
| 2018 | Аленья Гонсалес Мексика     | Гленда Морехон Еквадор     | Фудзій Нанако Японія     |

### Командна першість
| Рік  | Золото                                                  | Срібло                                                       | Бронза                                                         |
| ---- | ------------------------------------------------------- | ------------------------------------------------------------ | -------------------------------------------------------------- |
| 2004 | Росія Віра Соколова Анна Брагіна Світлана Васильєва     | Польща Агнешка Дигач Беата Бодзех                            | Греція Деспіна Запуніду Алексія Тріадафіллу Маріана Маразопулу |
| 2006 | Росія Віра Соколова Олександра Кудряшова Олена Ладанова | Україна Світлана Вавилова Юлія Давиденко Уляна Верхола       | Білорусь Ольга Мазурьонок Анна Драбеня                         |
| 2008 | Росія Тетяна Калмикова Ірина Юманова Ельміра Алембекова | Румунія Анамарія Гречану Адріана Турня Александра Градінаріу | Колумбія Марія дель Пілар Райо Анеллі Пінеда                   |
| 2010 | КНР Хе Цинь Чжао Цзин Чжан Тін                          | Росія Анна Лук'янова Світлана Васильєва Ніна Охотникова      | Італія Антонелла Пальмізано Федеріка Курьяцці Чечилія Стецьків |
| 2012 | Росія Надія Сергеєва Катерина Медведєва Альона Азиркіна | КНР Мао Яньсюе Дуань Даньдань Ні Юаньюань                    | Україна Людмила Оляновська Аліна Цвілій Валентина Мирончук     |
| 2014 | КНР Дуань Даньдань Ян Цзяюй Цунь Хайлу                  | Іспанія Лаура Гарсія-Каро Марія Перес Лідія Санчес-Пуебла    | Австралія Клара Сміт Джеміма Монтаг Елізабет Госкінг           |
| 2016 | КНР Ма Чженься Ма Лі Чжан Ліфан                         | Мексика Валерія Ортуньйо Вівіан Кастільйо Іліана Гарсія      | Австралія Клара Сміт Тайла Біллінгтон Зої Гант                 |
| 2018 | КНР Лі Веньсю Ма Лі Ян Вейвей                           | Еквадор Гленда Морехон Паула Торрес                          | Туреччина Мер'єм Бекмез Айше Текдаль                           |